# Sauvoy
Sauvoy település Franciaországban, Meuse megyében. Lakosainak száma 70 fő (2022. január 1.). Sauvoy Broussey-en-Blois, Vaucouleurs, Villeroy-sur-Méholle és Void-Vacon községekkel határos.

## Népesség
A település népessége az elmúlt években az alábbi módon változott:
| Lakosok száma | 109  | 89   | 76   | 64   | 64   | 63   | 62   | 60   | 64   | 70   |
|               | 1968 | 1982 | 1990 | 2006 | 2013 | 2015 | 2017 | 2019 | 2020 | 2022 |